# Jackson Powers-Johnson
Jackson James Powers-Johnson (* 23. Januar 2003 in Draper, Utah) ist ein US-amerikanischer American-Football-Spieler auf der Position des Centers, der aktuell für die Las Vegas Raiders in der National Football League (NFL) spielt.

## Frühe Jahre
Powers-Johnson ging in seiner Geburtsstadt Draper auf die Highschool. Später besuchte er die University of Oregon, wo er für das Collegefootballteam sowohl in der Defensive Line, als auch in der Offensive Line aufgestellt wurde. Zur Saison 2023 wurde er als startender Center aufgestellt und gewann nach der Saison die Rimington Trophy.

## NFL
Powers-Johnson wurde im NFL Draft 2024 in der zweiten Runde an 44. Stelle von den Las Vegas Raiders ausgewählt.